# 1966 na ciência

## Nascimentos
| Data        | Nome             | Profissão  | Nacionalidade   | Observações | Ref |
| ----------- | ---------------- | ---------- | --------------- | ----------- | --- |
| 13 de junho | Grigori Perelman | matemático | União Soviética |             |     |

## Mortes
| Data           | Nome                         | Profissão                           | Nacionalidade             | Observações | Ref                     |
| -------------- | ---------------------------- | ----------------------------------- | ------------------------- | --- | ----------------------- |
| 24 de janeiro  | Homi Jehangir Bhabha         | físico                              | Império Britânico (Índia) | n. 1909 |                         |
| 9 de fevereiro | Roberto Duque Estrada        | médico                              | Brasil                    | n.1887 |                         |
| 10 de março    | Frits Zernike                | físico                              | Países Baixos             | n. 1888 Nobel da Física 1953 Medalha Rumford 1952 | [ 1 ] [ 2 ]             |
| 12 de junho    | William Ernest Hocking       | filósofo                            | Estados Unidos            | n. 1873 |                         |
| 18 de junho    | Pierre Montet                | egiptólogo                          | França                    | n. 1885 |                         |
| 20 de junho    | Georges Lemaître             | padre católico, astrónomo e físico  | Bélgica                   | n. 1894 |                         |
| 5 de julho     | George de Hevesy             | físico-químico                      | Hungria                   | n. 1885 Nobel da Química 1943 | [ 3 ]                   |
| 14 de julho    | William H. Partridge         | ornitólogo, naturalista e explorado | Argentina                 | n. 1924 |                         |
| 10 de agosto   | Felix Andries Vening Meinesz | geofísico e geodesista              | Países Baixos             | n. 1887 Medalha Howard N. Potts 1936 Medalha Penrose 1945 Medalha William Bowie 1947 Medalha Alexander Agassiz 1947 Prémio Vetlesen 1962 Medalha Wollaston 1963 | [ 4 ] [ 5 ] [ 6 ]       |
| 11 de outubro  | Lars Valerian Ahlfors        | matemático                          | Finlândia                 | n. 1907 |                         |
| 2 de novembro  | Peter Debye                  | físico-químico                      | Estados Unidos            | n. 1884 Nobel da Química 1936 Medalha Lorentz 1935 Medalha Max Planck 1950 Medalha Rumford 1930                                                                 | [ 3 ] [ 7 ] [ 8 ] [ 2 ] |
| 28 de novembro | Boris Podolsky               | físico                              | Estados Unidos            | n. 1896 |                         |
| 2 de dezembro  | Luitzen Egbertus Jan Brouwer | matemático                          | Países Baixos             | n. 1881 |                         |

## Prémios

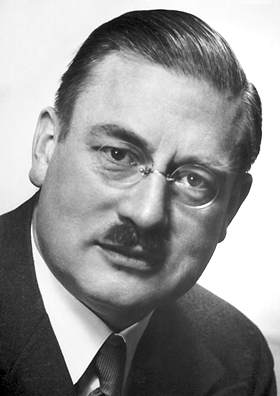
Peter Debye
(1884 - 1966)

### Medalha Bruce
- Dirk Brouwer[9]

### Medalha Copley
- William Lawrence Bragg[10]

### Medalha Davy
- Ewart Jones[11]

### Medalha Fields
- Michael Atiyah,[12] Paul Cohen,[12] Alexander Grothendieck[12] e Stephen Smale[12]

### Medalha Hughes
- Nicholas Kemmer[13]

### Medalha Real
- Christopher Cockerell,[14] Frank Yates[14] e John Ashworth Ratcliffe[14]

### Medalha Rumford
- William Penney[2]

### Prémio Nobel
- Física - Alfred Kastler[1]
- Química - Robert S. Mulliken[3]
- Medicina - Peyton Rous,[15] Charles B. Huggins[15]